# 0884
0884 è il prefisso telefonico del distretto di Manfredonia, appartenente al compartimento di Bari.
Il distretto comprende la parte nord-orientale della provincia di Foggia. Confina con i distretti di Andria (0883) a est, di Cerignola (0885) a sud, di Foggia (0881) e di San Severo (0882) a ovest.

## Aree locali
Il distretto di Manfredonia comprende 11 comuni compresi nelle 2 aree locali di Manfredonia e Vico del Gargano (ex settori di Cagnano Varano, Vico del Gargano e Vieste).

## Comuni
I comuni compresi nel distretto sono: Cagnano Varano, Carpino, Ischitella, Manfredonia, Mattinata, Monte Sant'Angelo, Peschici, Rodi Garganico, Vico del Gargano, Vieste e Zapponeta .